# Remington Модель 5
Remington Модель 5 гвинтівка з ковзним затвором під набій кільцевого запалення, яку в 2006 році представила компанія Remington Arms. Ствол та УСМ випускає у Сербії компанія Zastava Arms, а в США гвинтівку збирають на ламінованому дерев'яному ложі. Її рекламують, як "більш економічну, сербську версію знятої з виробництва гвинтівки Remington модель 504." Ложа зроблена з коричневого ламінату та має простий гумовий затильник. Стандартним для гвинтівки ж регульований цілик, але також можна встановити кріплення прицілу.